# 汀泗桥站
汀泗桥站是一个京广线上的铁路车站，位于湖北省咸宁市汀泗桥镇，建于1917年，目前为四等站，邮政编码为437025。目前客运：办理旅客乘降；行李、包裹托运；货运：办理整车货物发到。